# Syllis corsucans
Syllis corsucans är en ringmaskart som först beskrevs av William Aitcheson Haswell 1886.  Syllis corsucans ingår i släktet Syllis och familjen Syllidae. Inga underarter finns listade i Catalogue of Life.